# Elmar Wolf
Elmar Wolf (* 14. August 1939 in Bann bei Kaiserslautern; † 8. November 2006 in Queidersbach) war ein deutscher Blasmusiker, Komponist, Orchesterchef, Musikverleger und Produzent.

## Leben
Elmar Wolf studierte bereits als 14-Jähriger am Pfälzischen Konservatorium in Kaiserslautern die Fächer Posaune und Theorie. Nach ersten musikalischen Erfahrungen in der Tanzkapelle seines Vaters Ernst Wolf knüpfte er Kontakte zu bekannten tschechischen Komponisten wie Karel Vacek, Jaromír Vejvoda und anderen.
Bekannt wurde Wolf vor allem durch seine Zusammenarbeit mit Ernst Mosch, bei dessen Original Egerländer Musikanten er von 1975 bis 1986 Posaune spielte.
1977 gründete Wolf den Ewoton-Musikverlag und zwei Jahre später gemeinsam mit Mosch den Mosch-Musikverlag. Sie veröffentlichten die Original-Arrangements von Ernst Mosch und seine(n) Original Egerländer Musikanten im Druck. 1986 trennten sich die Wege von Wolf und Mosch.
1989 gründete Wolf sein eigenes Orchester, Elmar Wolf und die Neuen Egerländer. Sein besonderes Verdienst war dabei u. a., dass er viele namhafte Musiker, die zuvor auch lange bei Ernst Moschs Egerländern gespielt hatten, gewinnen konnte. Am Schlagzeug spielte sein Sohn Bernd Wolf. Dieser übernahm 1997 den Ewoton Musikverlag und gründete mittlerweile sein eigenes Orchester. Elmar Wolf gründete 1998, ein Jahr nach der Übergabe des Ewoton-Verlages an seinen Sohn, einen weiteren Musikverlag, Edition Musikantenland. Dieser wird seit seinem Tod von seinem Enkel Patrick Wolf weitergeführt. Zusammen mit Georg Ried veröffentlichte Wolf 1999 eine Bildbiographie über Ernst Mosch und sein Orchester in seinem Verlag.

## EWOTON Musikverlag
1977 gründete Elmar Wolf den EWOTON Musikverlag, um sich auf den Druck und Vertrieb der Original-Arrangements der "Original Egerländer Musikanten" zu spezialisieren.
Dadurch erschienen Werke der bekannten tschechischen Komponisten Antonín Borovička, Karel Vacek, Josef Poncar, Jaromír Vejvoda und vielen Weiteren
sowie deren Original-Arrangements u. a. von Franz Bummerl, Gerald Weinkopf und Freek Mestrini.
Nach und nach wurde das Verlagsprogramm um Werke und Arrangements von Franz Watz, Manfred Schneider,
Walter Tuschla und Karl-Heinz Bell erweitert.
Bereits vor 1989 erkannte Wolf das musikalische Potential in der damals noch existenten DDR.
So erschienen bereits vor der Wende Werke von Siegmund Goldhammer und Otto Wagner.
1997 zog er sich aus der Geschäftsführung des Verlages zurück und gab diese an seinen Sohn weiter.
Anfang 2011 stieg Elmar Wolfs Enkel, Patrick Wolf, in die Geschäftsführung ein.
Der Verlag wird somit bereits in 3. Generation als Familienbetrieb geführt.

## Elmar Wolf und die Neuen Egerländer

### Diskographie
- Die Egerländer kommen (1989) EWOTON
- Träume von der Heimat (1990) EWOTON
- Musikanten von der Eger (1991), EWOTON & Koch
- Musikantengold (1993)
- Die Heimat im Herzen (1994), EWOTON
- Die schönsten Polkas und Walzer der Welt (1995), EWOTON
- Ein Abend mit Elmar Wolf (1995), EWOTON
- Egerländer Jubiläumsgrüsse, EWOTON (1999)
- Danke an meine Freunde, EDITION Musikantenland (2006)

### Titelauswahl
- Lustige Kutschfahrt, Marschpolka (1989)
- Egerland, ich grüße dich, Polka mit Gesang (1990)
- Die Blasmusik, die gibt uns Schwung, Polka mit Gesang (1991)
- Musikantenfreude, Konzertpolka (1991)
- Verlorenes Glück, Walzer mit Gesang (1993)
- Du böhmischer Musikant, Polka mit Gesang (1993)
- Musikantengold, Konzertmarsch (1993)
- Musikanten sind da, Polka (1994)
- Promenadenpolka, Bravour-Polka (1994)
- Ein Strauß roter Rosen, Walzer mit Gesang (1994)
- Für die Freunde der Volksmusik, Polka mit Gesang(1994/5)
- Musikantenblut, Bravour-Polka
- Jankuschka, Polka
- Schön war es im Böhmerwald, Walzer mit Gesang
- Promenadenwalzer (Walzer der Nachhaltigkeit)

## Werke (Auswahl)
- Zusammen mit Georg Ried: Ernst Mosch. Mein Leben, die Musik. Ewoton International, Queidersbach 1999, ISBN 3-9806971-0-X

## Auszeichnungen
Für seine verlegerische Tätigkeit und seine Verdienste um die Musik erhielt Elmar Wolf mehrere Auszeichnungen, darunter die Robert-Stolz-Ehrenurkunde und den Lichtenbergpreis des Kuseler Musikantenlandes.